# Хадыяха (приток Саваяхи)
Хадыяха (устар. Хады-Яха) — река в России, протекает по Ямало-Ненецкому АО. Устье реки находится в месте слияния с рекой Луцеяха, где они дают начало реке Саваяха. Длина реки составляет 38 км.

## Данные водного реестра
По данным государственного водного реестра России относится к Нижнеобскому бассейновому округу, водохозяйственный участок реки — Надым. Речной бассейн реки — Надым.
Код объекта в государственном водном реестре — 15030000112115300049877.